# Albertina Walker
Albertina Walker (Chicago, 29 de agosto de 1929 - Chicago, 8 de octubre de 2010) fue una cantante estadounidense de gospel. Caracterizada por su voz de contralto, se dio a conocer en los años 1950 a través de su grupo The Caravans, desde el que dio a conocer a varios de los más conocidos cantantes de gospel de la historia.

## Biografía
La más pequeña de nueve hermanos, Albertina Walker comenzó a cantar en la Iglesia baptista de Westpoint, cuna de otras grandes cantantes como las Roberta Martin Singers, Sadie Durham y Professor Fyre. Formó parte de distintos grupos de gospel, entre ellos los Pete Williams Singers, los Willie Webb Singers y los Robert Anderson Singers. 
Protegida de Mahalia Jackson, acompañada al piano por James Cleveland, tuvo la oportunidad de darse a conocer musical y socialmente con sus interpretaciones en la casa de la propia Jackson. En 1951 formó su propio conjunto, The Caravans, en el que estaban Ora Lee Hopkins, Elyse Yancey y Nellie Grace Daniels.
Las Caravans se convirtieron en una lanzadera de futuras estrellas del gospel, entre ellas Shirley Caesar, Inez Andrews, Bessie Griffin, Dorothy Norwood, Cassietta George y James Cleveland. Como corolario de esa función, la propia Albertina creó la «The Albertina Walker Foundation for the Creative Arts» con el objeto de ofrecer formación a los cantantes y músicos de gospel.
En 1955, las Caravans firmaron un contrato con Savoy Records.
Hacia 1956, las Caravans se encontraban entre las figuras más populares del circuito de la música gospel, debido en parte a la calidad de su compenetración vocal y a la fuerza individual de sus cantantes. En 1962, las Caravans firmaron con el sello pionero de Chicago Vee-Jay para grabar el LP Seek Ye the Lord. Otros discos importantes con VeeJay fueron Walk Around Heaven All Day y To Whom Shall I Turn. 
Las Caravans se separaon a mediados de los setenta, aunque realizaron después algunas giras de forma ocasional.
En los 70, Albertina firmó un nuevo contrato con Savoy para grabar varios discos como Please Be Patient With Me, que sería nominado en los Premios Grammy, Spread the Word y I Wont Last a Day Without You. 
En los 80, Walker firmó con Word/Epic, y grabó Let Jesus Come Into Your Heart, I Will Wait on You y Joy Will Come In the Morning. También durante esta época fue nominada 11 veces en los Premios Grammy. 
En 1995 ganó el Grammy al «Best Traditional Gospel Album» por Songs of the Church. Ese mismo año grabó con Phoebe Snow, Thelma Houston, CeCe Peniston y Lois Walden bajo el nombre de Sisters of Glory, y realizó otro álbum titulado Good News In Hard Times para LLF/Warner Bros. Records. También, realizó versiones de temas como "Precious Lord", cantada previamente por Thomas A. Dorsey, y de "He's Right on Time", que ya había interpretado Dorothy Love Coates.  
En 1997, ganó un Dove Award al «Traditional Gospel Album of the Year» por el álbum nominado a los Grammy Let's Go Back - Live in Chicago. 
Falleció el 8 de octubre de 2010, a los 81 años, a causa de un fallo respiratorio.

## Discografía

### Sencillos más destacados
- "I'm Still Here"
- "Please Be Patient with Me"
- "I Can Go to God in Prayer"
- "I Got a Feeling (Everything Will Be Alright)"
- "The Best Is Yet to Come"
- "Impossible Dream"
- "Joy Will Come"
- "God Is Our Creator"
- "Work on Me"
- "In Shady Green Pastures"
- "Don't Let Nobody Turn You Around"
- "When God Dips His Pin of Love in My Heart"
- "If I Perish"
- "Ain't Got Tired Yet"
- "Since I Met Jesus"
- "Lord Keep Me Day by Day"
- "Mary Don't You Weep" Albertina Walker
- "Remember Me"
- "I Know the Lord Will Make a Way"
- "I'm Willing"
- "Show Some Sign"
- "I Won't Be Back"
- "Make It In"

## Videografía

### Películas y otras apariciones
- Leap of Faith – protagonista Steve Martin
- Going Home to Gospel with Patti Labelle
- The Gospel Truth – Off Broadway play
- The Evolution of Gospel.
- The Gospel Legends